# Коссоф, Леон
Леон Коссоф (англ. Leon Kossoff, 7 декабря 1926 года, Лондон — 4 июля 2019) — современный английский художник-экспрессионист еврейского происхождения.
Родился в семье еврейских эмигрантов из России. В 1938 году поступает в школу Дакни-Даун. Во время Второй мировой войны участвует в военных действиях на европейском континенте — во Франции, Нидерландах, Бельгии, Германии. В период между 1949 и 1953 годами учится в Центральном колледже искусств и дизайна Св. Мартина, затем — под руководством Дэвида Бомберга — в лондонском университете Саут-Бэнк. Провёл также 3 года в Королевском колледже искусств.
Кроме занятия живописью, Л. Коссоф преподаёт — в Художественной школе Челси (в 1959-64 годах) и в Школе искусств и дизайна Св. Мартина (в 1966-69). В 1972 году состоялась наиболее полная индивидуальная выставка художника в Уайтчепелской картинной галерее. Ей следовала панорама написанных Л.Коссофом в 1970-е годы полотен в оксфордском Музее современного искусства (1981 г.).
Л. Коссоф, владеющий различными техниками рисунка и построения композиции, предпочитает фигуративную живопись, зачастую изображая находящиеся в фантастических соотношениях предметы. Совместно со своими коллегами Фрэнсисом Бэконом, Люсьеном Фрейдом и Франком Ауэрбахом, Леон Коссоф относится художественной критикой к так называемой Лондонской школе — к послевоенному течению среди английских живописцев и скульпторов, посвятивших себя не только абстрактному искусству, но и обращающихся к традиционной, фигуративной художественной форме.